# Australisch tenniskampioenschap 1950
De 38e editie van het Australische grandslamtoernooi, het Australisch tenniskampioenschap 1950, werd gehouden van 21 tot en met 30 januari 1950. Voor de vrouwen was het de 24e editie. Het toernooi werd gespeeld op de grasbanen van de Kooyong Lawn Tennis Club te Melbourne.

## Belangrijkste uitslagen
Mannenenkelspel

Finale: Frank Sedgman (Australië) won van Ken McGregor (Australië) met 6-3, 6-4, 4-6, 6-1
Vrouwenenkelspel

Finale: Louise Brough (VS) won van Doris Hart (VS) met 6-4, 3-6, 6-4
Mannendubbelspel

Finale: John Bromwich (Australië) en Adrian Quist (Australië) wonnen van Jaroslav Drobný (Egypte) en Eric Sturgess (Zuid-Afrika) met 6-3, 5-7, 4-6, 6-3, 8-6
Vrouwendubbelspel

Finale: Louise Brough (VS) en Doris Hart (VS) wonnen van Nancye Wynne-Bolton (Australië) en Thelma Coyne-Long (Australië) met 6-3, 2-6, 6-3
Gemengd dubbelspel

Finale: Doris Hart (VS) en Frank Sedgman (Australië) wonnen van Joyce Fitch (Australië) en Eric Sturgess (Zuid-Afrika) met 8-6, 6-4
Meisjesenkelspel

Winnares: Barbara McIntyre (Australië)
Meisjesdubbelspel

Winnaressen: Carmen Borelli (Australië) en Pam Southcombe (Australië)
Jongensenkelspel

Winnaar: Ken Rosewall (Australië)
Jongensdubbelspel

Winnaars: Lew Hoad (Australië) en Ken Rosewall (Australië)
1905 · 1906 · 1907 · 1908 · 1909 · 1910 · 1911 · 1912 · 1913 · 1914 · 1915 · 1916–1918 · 1919 · 1920 · 1921 · 1922 · 1923 · 1924 · 1925 · 1926 · 1927 · 1928 · 1929 · 1930 · 1931 · 1932 · 1933 · 1934 · 1935 · 1936 · 1937 · 1938 · 1939 · 1940 · 1941–1945 · 1946 · 1947 · 1948 · 1949 · 1950 · 1951 · 1952 · 1953 · 1954 · 1955 · 1956 · 1957 · 1958 · 1959 · 1960 · 1961 · 1962 · 1963 · 1964 · 1965 · 1966 · 1967 · 1968
↓ open tijdperk ↓
1969 (m-v-md-vd-gd) · 1970 (m-v-md-vd) · 1971 (m-v-md-vd) · 1972 (m-v-md-vd) · 1973 (m-v-md-vd) · 1974 (m-v-md-vd) · 1975 (m-v-md-vd) · 1976 (m-v-md-vd) · jan 1977 (m-v-md-vd) · dec 1977 (m-v-md-vd) · 1978 (m-v-md-vd) · 1979 (m-v-md-vd) · 1980 (m-v-md-vd) · 1981 (m-v-md-vd) · 1982 (m-v-md-vd) · 1983 (m-v-md-vd) · 1984 (m-v-md-vd) · 1985 (m-v-md-vd) · 1986 · 1987 (m-v-md-vd-gd) · 1988 (m-v-md-vd-gd) · 1989 (m-v-md-vd-gd) · 1990 (m-v-md-vd-gd) · 1991 (m-v-md-vd-gd) · 1992 (m-v-md-vd-gd) · 1993 (m-v-md-vd-gd) · 1994 (m-v-md-vd-gd) · 1995 (m-v-md-vd-gd) · 1996 (m-v-md-vd-gd) · 1997 (m-v-md-vd-gd) · 1998 (m-v-md-vd-gd) · 1999 (m-v-md-vd-gd) · 2000 (m-v-md-vd-gd) · 2001 (m-v-md-vd-gd) · 2002 (m-v-md-vd-gd) · 2003 (m-v-md-vd-gd) · 2004 (m-v-md-vd-gd) · 2005 (m-v-md-vd-gd) · 2006 (m-v-md-vd-gd) · 2007 (m-v-md-vd-gd) · 2008 (m-v-md-vd-gd) · 2009 (m-v-md-vd-gd) · 2010 (m-v-md-vd-gd) · 2011 (m-v-md-vd-gd) · 2012 (m-v-md-vd-gd) · 2013 (m-v-md-vd-gd) · 2014 (m-v-md-vd-gd) · 2015 (m-v-md-vd-gd) · 2016 (m-v-md-vd-gd) · 2017 (m-v-md-vd-gd) · 2018 (m-v-md-vd-gd) · 2019 (m-v-md-vd-gd)  · 2020 (m-v-md-vd-gd) · 2021 (m-v-md-vd-gd) · 2022 (m-v-md-vd-gd) · 2023 (m-v-md-vd-gd) · 2024 (m-v-md-vd-gd) · 2025 (m-v-md-vd-gd)
Lijst van Australian Openwinnaars